# North Washington (Colorado)
North Washington è un centro abitato (census-designated place) degli Stati Uniti d'America, situato nella contea di Adams dello stato del Colorado. Nel censimento del 2020 la popolazione era di 733 abitanti.

## Geografia fisica
Secondo i rilevamenti dell'United States Census Bureau, North Washington si estende su una superficie di 14,00 km².

## Evoluzione demografica
Abitanti censiti